# Simón II
Simón II fue un sumo sacerdote judío de la época helenística. Hijo de Onías II y padre de Onías III. Fue elogiado tanto por la tradición rabínica como por los esenios de Qumrán y por el libro del Sirácida.
Ejerció como sumo sacerdote en Jerusalén a partir del fallecimiento de Onías II en tiempos de Seleuco IV (187-175 a. C.)  Debió fallecer tempranamente, ya que en 177 a. C. ya ejercía como sumo sacerdocio su hijo Onías III. Seleuco IV ocupó Celesiria-Fenicia, incluida Judea, en el 181-180 a. C., poco antes de la muerte de Ptolomeo V, que falleció cuando se disponía a atacar a Seleuco IV. Cleopatra I firmó la paz con su hermano con lo que Judea pasó al dominio seléucida hasta la independencia con Juan Hircano.
El libro del Sirácida se refiere así al sumo sacerdote Simón II:

Grande entre sus hermanos y la gloria de su pueblo fue Simón, hijo de Onías, fue el sumo sacerdote que durante su vida reconstruyó el Templo, y en sus días fortificó el santuario. En tales tiempos se construyeron la muralla y las torres de la habitación del Palacio real. En sus días fue excavado el depósito de agua, un estanque como el mar de ancho. Él cuidó de su pueblo para evitar su ruina y fortificó la ciudad contra el asedio. ¡Qué majestuoso era cuando se asomaba desde el santuario, cuando salía de la casa del velo!
 Sirácida 50:1-4